# Comparative Toxicogenomics Database
Comparative Toxicogenomics Database (CTD) – publicznie dostępny serwis internetowy
i narzędzie badawcze, które gromadzi dane naukowe opisujące relacje między związkami chemicznymi, genami i chorobami wstępującymi u ludzi.
Baza danych się w The Mount Desert Island Biological Laboratory w Salisbury Cove
w stanie Maine w USA. 
Najważniejszym celem CTD jest rozwijanie wiedzy jaki wywierają substancje chemiczne występujące w środowisku człowieka na jego zdrowie.
Etiologia wielu schorzeń przewlekłych wiąże się z interakcją pomiędzy czynnikami środowiskowymi i genetycznymi, co ma wpływ na wiele ważnych procesów fizjologicznych.  Związki chemiczne występują w środowisku człowieka.  Schorzenia takie jak astma oskrzelowa, choroby nowotworowe, cukrzyca, nadciśnienie tętnicze, niedobory immunologiczne i choroba Parkinsona podlegają istotnym wpływom środowiska człowieka. Jednak molekularne mechanizmy leżące u ich podłoża i zależności między nimi nie są dokładnie poznane. CTD może pomóc w tym zakresie.